# Крумкаке

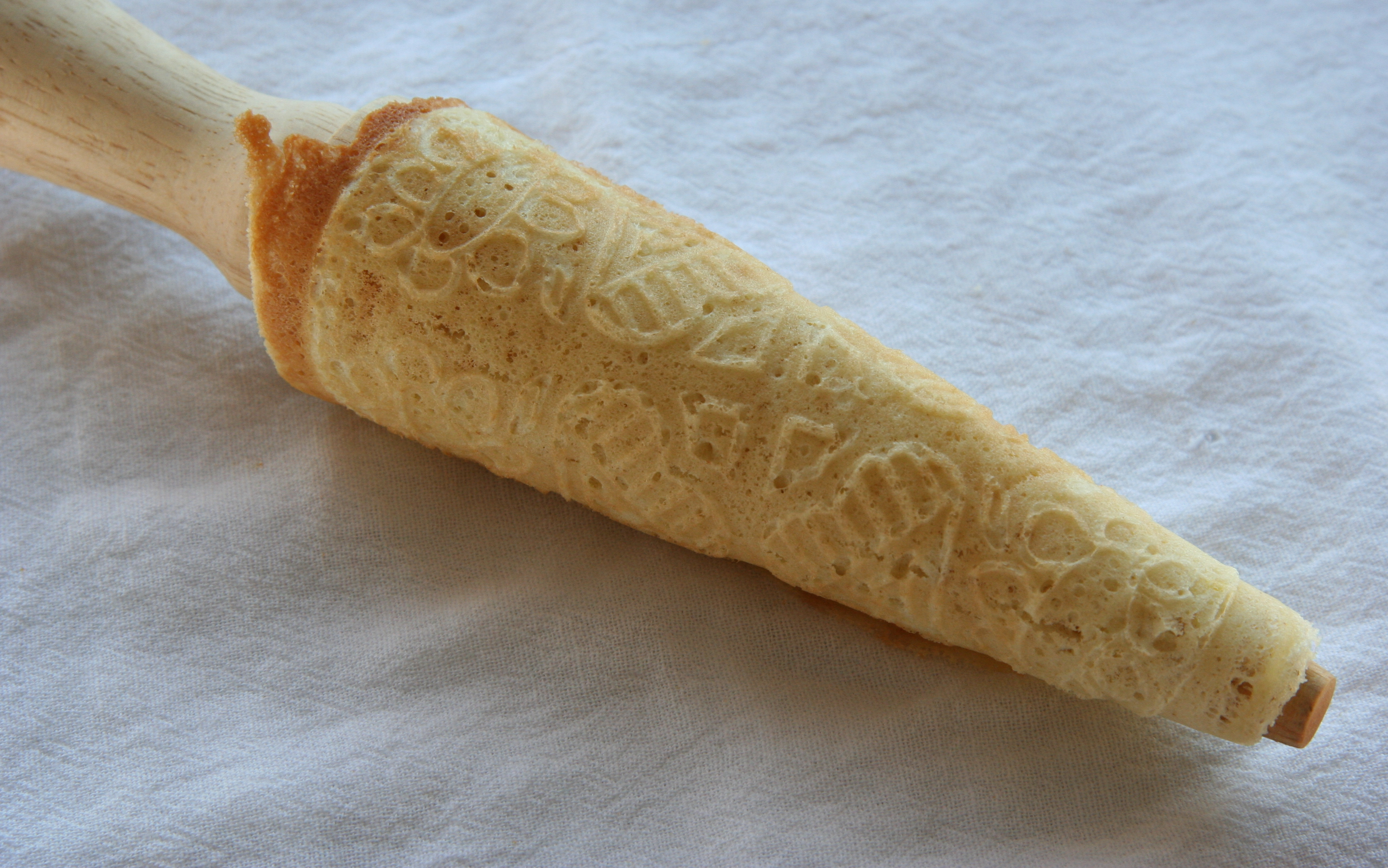
Крумкаке, только что вынутый из горячей вафельницы и свёрнутый в конус

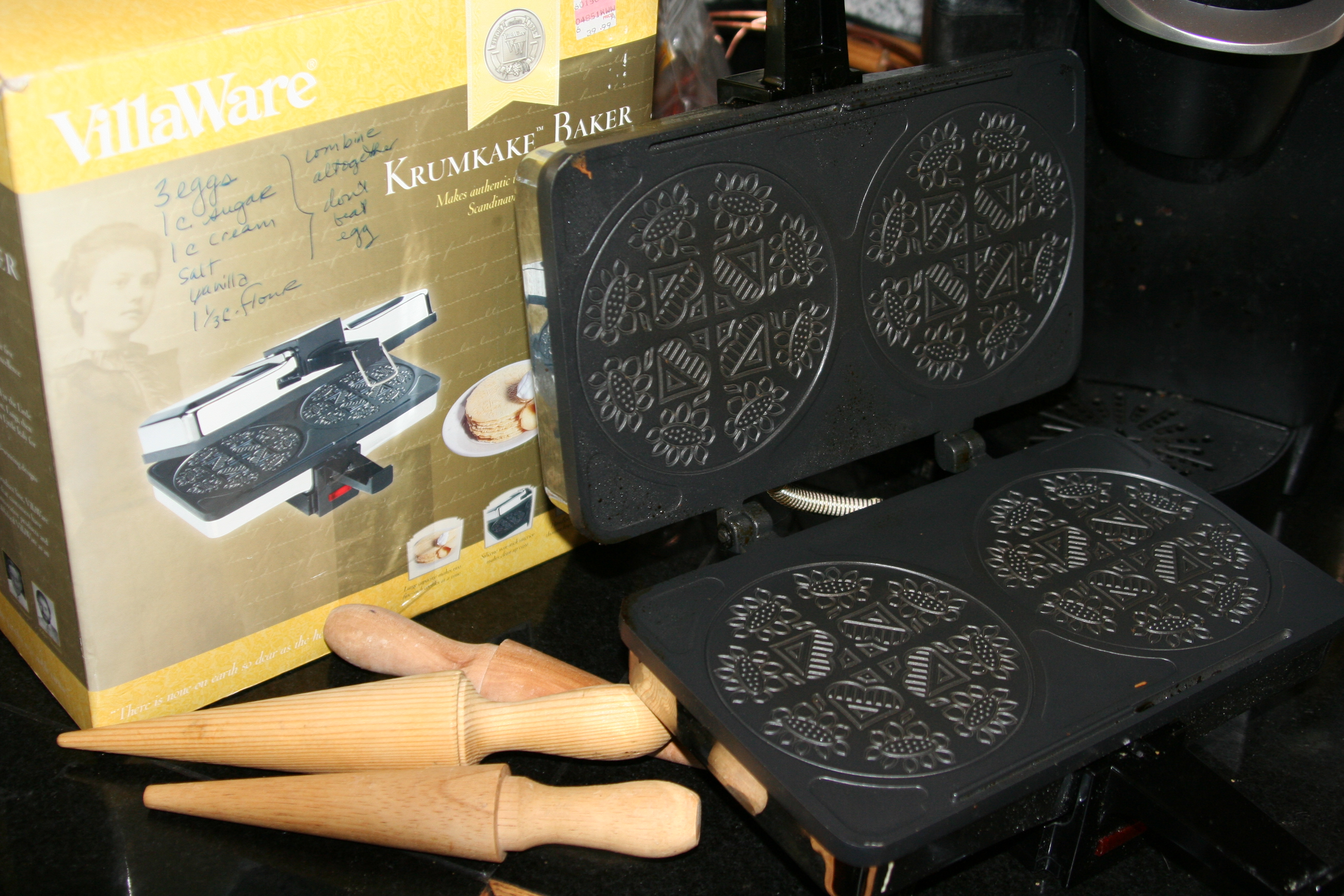
Электрическая вафельница для крумкаке и деревянные приспособления для их сворачивания

Крумкаке (букмол krumkake или krum kaka) — норвежское хрустящее вафельное печенье, сделанное из муки, масла, яиц, сахара и сливок.
Для выпекания используется специальная двухсторонная фигурная сковорода, подобная вафельнице. Раньше сковороды ставили на плиту, но сейчас чаще используются современные: электрические, с антипригарным покрытием, таймером и возможностью выпекать сразу несколько печений. Сразу после выпекания 13-20-сантиметровые крумкаке сворачиваются в небольшие конусы вокруг деревянной или пластиковой конической формы. Крумкаке едят отдельно, или наполненные взбитыми сливками или другими начинками.
Эти печенья популярны не только в Норвегии, но и среди потомков норвежских иммигрантов в Америке. Крумкаке традиционно приготовляют перед Рождеством, наряду с другими норвежскими сладостями, включая Sandbakelse и розетты. Их предлагают гостям как десерт после традиционного рождественского обеда.
В Германии эти печенья обычно наполняют сладкой начинкой.
Их также используют как разновидность рожков с мороженым.